# قذف (رمي بالزنا)
القذف بالمعنى الاصطلاحي في علم الفقه بمعنى : الرمي بالزنا أو اللواط، أو الاتهام بالفاحشة، بقول الشخص لغيره يا زاني، أو يا لوطي، أو يا بن الزنى.. أو نحو ذلك. وهو حرام شرعا، بالإضافة إلى كونه من مساوئ الأخلاق. وإذا ثبت القذف عند القاضي الشرعي ؛ أقام على القاذف حد القذف وهو ثمانون جلدة، إلا أن يقيم بينة على هذه التهمة.
قال الله تعالى : 
﴿وَالَّذِينَ يَرْمُونَ الْمُحْصَنَاتِ ثُمَّ لَمْ يَأْتُوا بِأَرْبَعَةِ شُهَدَاءَ فَاجْلِدُوهُمْ ثَمَانِينَ جَلْدَةً وَلَا تَقْبَلُوا لَهُمْ شَهَادَةً أَبَدًا وَأُولَئِكَ هُمُ الْفَاسِقُونَ ۝٤﴾.

## تعريف
القذف لغة : معناه الرمي بالحجارة أو غيرها، فيقال : قذف الرجل الحجر. أي : رماه. ومنه قول الله تعالى لأم موسى عليه السلام : ﴿أن اقذفيه في التابوت فاقذفيه في اليم﴾

القذف اصطلاحاً : هو الرمي بالزنا، بأن يقول: يا زاني، أو غير ذلك من الألفاظ التي يفهم منها رميه غيره بالزنا.

أو الاتهام بالزنا أو اللواط.

## القذف في الشرع الإسلامي
يحرم الإسلام القذف تحريما قاطعا، ويجعله كبيرة من كبائر الإثم والفواحش ويوجب على القاذف الحد وهو الجلد ثمانين جلدة ومنع قبول شهادته إلا إذا ثبت صحة قوله بالأدلة وهو شهادة أربعة شهداء بأن المقذوف تورط في الزنا لقول الله (وَالَّذِينَ يَرْمُونَ الْمُحْصَنَاتِ ثُمَّ لَمْ يَأْتُوا بِأَرْبَعَةِ شُهَدَاءَ فَاجْلِدُوهُمْ ثَمَانِينَ جَلْدَةً وَلا تَقْبَلُوا لَهُمْ شَهَادَةً أَبَداً وَأُوْلَئِكَ هُمْ الْفَاسِقُونَ) سورة النور، أية 4.